# Самураят
„Самураят“ (на френски: Le Samouraï) е френски криминален трилър от 1967 година, режисиран от Жан-Пиер Мелвил, с участието на Ален Делон, Франсоа Перие и Натали Делон. Сценарият, написан от режисьора в сътрудничество с Жорж Пелегрен. „Самураят“ е смятан за едно от върховите постижения в кариерата на Ален Делон. Списание Empire включва филма в класацията си „500 най-велики филма за всички времена“.

## Сюжет
Филмът разказва историята на професионален наемен убиец (Делон), който живее в семпъл апартамент и изпълнява поетите ангажименти с маниакална прецизност.

## В ролите
| Актьор         | Роля                        |
| -------------- | --------------------------- |
| Ален Делон     | Джеф Костело                |
| Франсоа Перие  | старши полицейски инспектор |
| Натали Делон   | Джейн Лагранж               |
| Кати Розие     | Валери – пианистката        |
| Жак Льороа     | гангстер                    |
| Мишел Боарон   |                             |
| Робер Фавар    | барман                      |
| Жан-Пиер Позие | Оливие Ре                   |
| Катрин Журдан  | гардеробиерка               |
| Роже Фраде     | полицейски инспектор        |